# Parafia Matki Boskiej Różańcowej w Passaic
Parafia Matki Bożej Różańcowej w Passaic (ang. Holy Rosary Parish) – parafia rzymskokatolicka położona w Passaic w stanie New Jersey w Stanach Zjednoczonych.
Jest ona wieloetniczną parafią w diecezji Paterson, z mszą św. w j. polskim dla polskich imigrantów.
Ustanowiona w 1918 roku i dedykowana Różańcowi Świętemu.

## Szkoły
- Polska Szkoła Dokształcająca im. Bł. Jerzego Popiełuszki

## Nabożeństwa w j.polskim
- W tygodniu – 7:00 rano i 7:00 wieczorem
- Niedziela – 7:00; 8:30; 10:30;, 12:30; 19:00